# Aechmeta primosa
Aechmeta primosa är en stekelart som först beskrevs av Davis 1897.  Aechmeta primosa ingår i släktet Aechmeta och familjen brokparasitsteklar. Inga underarter finns listade i Catalogue of Life.